# HMS Östergötland (Ögd)
HMS Östergötland (Ögd) var en ubåt i den svenska marinen. Den byggdes ursprungligen som ett örlogsfartyg av Västergötland-klassen, men är numera av Södermanland-klassen, där även HMS Södermanland ingår. Detta är en ubåtskonstruktion där man kombinerat de bästa egenskaperna från HMS Sjöormen och HMS Näcken. Ubåtar av Södermanland-klass har större ubåtsjaktkapacitet än tidigare typer, vilket beror på att de är utrustade med en modern ubåtsjakttorped.
Mellan 2000 och 2004 genomgick HMS Östergötland och HMS Södermanland modifieringar och förlängdes med 12 meter. De försågs även med luftoberoende Stirlingmotorer. Ubåtarna förändrades också för att klara av internationella uppdrag med operationer i både varma och salta vatten. Ombyggnaden av de båda ubåtarna blev så omfattande att Försvarsmakten beslutade att klassa om dem till den nya Södermanland-klassen.
Sedan 2021 är HMS Östergötland avrustad och i materielberedskap.